# Diphasia delagei
Diphasia delagei is een hydroïdpoliep uit de familie Sertulariidae. De poliep komt uit het geslacht Diphasia. Diphasia delagei werd in 1912 voor het eerst wetenschappelijk beschreven door Billard. 